# Лебединцев Феофан Гаврилович
Феофа́н Гаври́лович Лебеди́нцев (Теофан Лебединцев/Лебединець/Лобода, 24 березня 1828 — 24 березня 1888) — український педагог, історик, громадський і церковний діяч, літератор, журналіст. Основоположник української періодики. Засновник, видавець і перший редактор журналу «Киевская Старина».

## Біографія

### Сім'я
Народився в багатодітній родині священика в селі Зелена Діброва на Київщині (тепер Городищенський район Черкаської області), один із п'яти славетних братів Лебединцевих.
Рідні брати Феофана Гавриловича:
- Лебединцев Петро Гаврилович,
- Лебединцев Арсеній Гаврилович,
- Лебединцев Андрій Гаврилович,
- Лебединцев Данило Гаврилович.

### Освіта
Як і всі його брати, Феофан спершу навчався в Богуславському духовному училищі, згодом блискуче закінчив Київську духовну семінарію.
У 1851 році захистив дисертацію з Унії в Україні й здобув ступінь старшого кандидата богослов'я в Київській духовній академії, де був однокурсником майбутнього видатного філософа Памфіла Юркевича. Незабаром став магістром.

### Викладацька та педагогічна діяльність
Викладав у Воронезькій (з 1852) та Київській (з 1855) духовних семінаріях. У 1861 році отримав місце екстраординарного професора кафедри історії розколу у своїй alma mater. Заснував і в 1860—1863 роках редагував її видання — «Руководство для сельских пастырей».
4 грудня 1864 року спеціаліст по розколу Церков Феофан Лебединцев став начальником навчальної дирекції (головним освітянином) на Холмщині, де боровся з греко-католицизмом і полонізацією,
|  | ... заботясь о возрождении русской народности, но соблюдая уважение к местному народному языку. |

З його ініціативи на Холмщині відкрито близько 300 народних шкіл, середніх навчальних закладів, курси для вчителів, учительську семінарію, чоловічу (5 жовтня 1865) та жіночу (в жовтні 1866) гімназії. З 1872 року — директор училищ у Радомі.

### «Киевская Старина»

Петро Лебединцев

Після виходу у відставку оселився в Києві. У 1882 році разом із братом Петром (кафедральним протоієреєм Софії Київської) заснував «Киевскую Старину» — на 3000 рублів, позичених у Григорія Ґалаґана. Всесильний Ґалаґан допоміг зв'язками в найвищих ешелонах Російської імперії, і нове видання отримало державну субсидію. 9 грудня 1883 року Ґалаґан записав у своєму щоденнику:
|  | Вирушив до графа Толстого говорити про справи полтавські. А ще я казав Толстому про субсидії «Киевской Старине». Він відповідав, що грошей нема, але уповноважив переговорити з Бунге. |

В останні роки життя Феофан Лебединцев був активним учасником київських Церковно-історичного та Археологічного товариств. Помер у день свого 60-річчя. Похований на історичному некрополі старого Києва — Щекавицькому кладовищі.

## У контексті доби
У 1859 році Теофан Лебединцев познайомився з Тарасом Шевченком (спогадом про знайомство залишився «Кобзар» з автографом). Шевченко високо оцінював праці земляка (зокрема, проповідь «Про ярмарки», надруковану за протекції Шевченка в 1861 році першим українським часописом «Основа»).
Після смерті поета Лебединцев опублікував дослідження про Тараса Шевченка, спогади, власне листування з ним.
Перша дружина Феофана Лебединцева Юлія (уроджена Барська, правнучка Івана Григоровича-Барського; похована в Холмі — збереглася нагробна плита в стіні церкви Іоана Богослова) була хрещеною матір'ю Михайла Грушевського.
Син від другого шлюбу Костянти́н Феофа́нович Лебединцев — український математик й педагог-новатор.